# Metlakatla (Alaska)
Metlakatla (Tsimshian: Maxłaxaała oder Tak'waan; Tlingit: Tàakw.àani) ist ein Ort und ein census-designated place (CDP) in der Prince of Wales-Hyder Census Area in Alaska. Das U.S. Census Bureau hatte bei der Volkszählung 2020 eine Einwohnerzahl von 1454 ermittelt.

## Geographie
Metlakatla befindet sich im Alaska Panhandle im äußersten Südosten von Alaska an der Bucht „Port Chester“ an der Westküste der Insel Annette Island. Der Ort befindet sich knapp 25 km südlich von Ketchikan.

## Geschichte
Im Jahr 1887 wurde das (neue) Metlakatla durch eine Gruppe kanadischer Tsimshian, die auf der Suche nach religiöser Freiheit waren, gegründet. Im Kanada Mitte des 19. Jahrhunderts verfolgte die Church of England eine Mission, die indigene Bevölkerung zu „verwestlichen“ und zum Christentum zu bekehren. Im Jahr 1857 wurde Reverend William Duncan, ein Laienmissionar, den Tsimshian in British Columbia zugewiesen. Später kam er in Konflikt mit der Church of England. Um die Indianer von negativen Einflüssen zu schützen, zog er mit diesen von Fort Simpson (⊙) nach Metlakatla (British Columbia) (⊙), heute als „Old Metlakatla“ bekannt. Der Konflikt mit der Kirche verschärfte sich, so dass Duncan den U.S.-Präsidenten Grover Cleveland traf und um Land für die Tsimshian in deren traditionellen Gebiet an der Küste Alaskas bat. Eine Gruppe Männer wurde von Duncan ausgewählt, die per Kanu nach einem geeigneten Siedlungsplatz suchten. Annette Island wurde als solcher ausgewählt. Der Kongress der Vereinigten Staaten erkannte die neue Gemeinschaft 1891 an, indem er das „Annette Islands Reserve“, ein Indianerreservat der Bundesregierung, schuf. Heute ist es das einzige Indianerreservat im Bundesstaat Alaska. Eine spätere präsidentielle Proklamation im Jahr 1916 erweiterte die Jurisdiktion des Reservats auf die umliegenden Gewässer. Die Tsimshian bauten bald nach deren Umzug eine Kirche, eine Schule, eine Sägemühle, eine Konservenfabrik sowie Wohnhäuser. Duncan starb 1918. 1927 wurde ein Wasserkraftwerk errichtet. Während des Zweiten Weltkriegs baute die U.S. Army südlich von Metlakatla einen großen Militärflugplatz. Dieser wird heute von der „Metlakatla Indian Community“ als Flugplatz Annette Island (Annette Island Airport) betrieben. Die U.S. Coast Guard betrieb bis 1976 einen Stützpunkt auf der Insel. 1980 wurde Metlakatla ein census-designated place. Heute besteht die Bevölkerung von Metlakatla überwiegend aus Tsimshian. Es gibt auch Angehörige anderer indigener Volksgruppen. Die Gemeinde lebt heute von kommerziellem Fischfang, Fischverarbeitung und Subsistenzwirtschaft. Zum Nahrungsangebot gehören Lachs, Pazifischer Heilbutt, Pazifischer Kabeljau, Seetang, Muscheln und Gänsevögel. Es gibt zwei Landestellen für Wasserflugzeuge. Eine staatliche Fährverbindung nach Ketchikan ist vorhanden.

## Demografie
Zum Zeitpunkt der Volkszählung im Jahre 2020 (U.S. Census 2020) hatte Metlakatla 1454 Einwohner auf einer Landfläche von 9,07 km². Von den Einwohnern waren 144 Weiße, 4 afrikanisch-amerikanischer sowie 1113 amerikanisch-indianischer Abstammung. Beim Zensus im Jahr 2000 wurden 1375 Einwohner gezählt, 2010 waren es 1405. Die Bevölkerungsentwicklung der letzten Jahre war leicht ansteigend.